# Apion marchicum
Apion marchicum är en skalbaggsart som beskrevs av Herbst 1797. Apion marchicum ingår i släktet Apion, och familjen spetsvivlar. Arten är reproducerande i Sverige.